# Severní Sulawesi
Severní Sulawesi (indonésky Sulawesi Utara) je jedna z provincií Indonésie. Zahrnuje severovýchodní výběžek ostrova Sulawesi a řadu menších ostrovů ležících převážně dále na severovýchodě (např. Talaudské ostrovy, ostrovy Sangihe). Na ploše přes 15 000 km² zde žije asi 2,2 milionu lidí, hustota zalidnění je tedy přes 140 obyv./km². Součástí provincie Severní Sulawesi bylo i území dnešní sousední provincie Gorontalo, k oddělení došlo v prosinci roku 2000.

## Hlavní město a obyvatelstvo

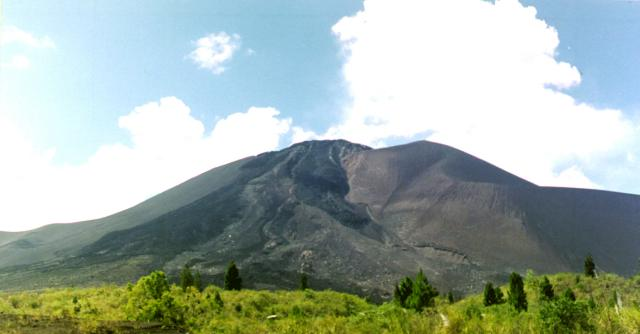
Soputan, nejvyšší aktivní sopka oblasti (1784 m)

Hlavním a největším městem je Manado ležící při pobřeží Celebeského moře (asi 420 000 obyvatel). Nejpočetnějším etnikem jsou Minahasové vyznávající převážně křesťanství.

## Národní park Bunaken

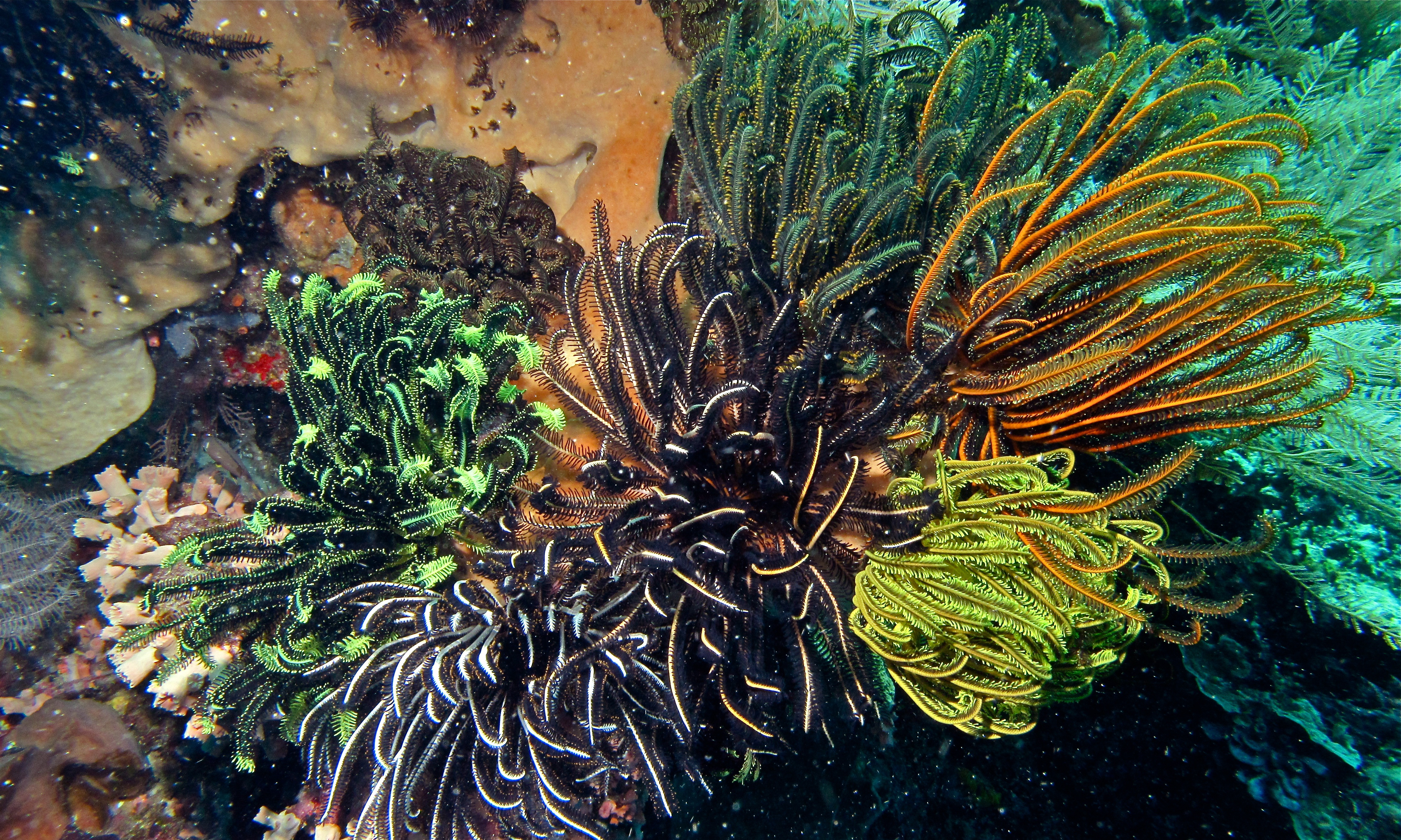
Mořská fauna (lilijice z řádu Comatulida) v NP Bunaken

Při západním pobřeží poloostrova se nachází Národní park Bunaken chránící na ploše 890,65 km² především mořské ekosystémy. Jeho hlavní část tvoří skupina ostrovů, ležících severozápadně od Manada. Kromě ochrany přírody má význam jako důležité místní centrum turismu.